# Mosplein

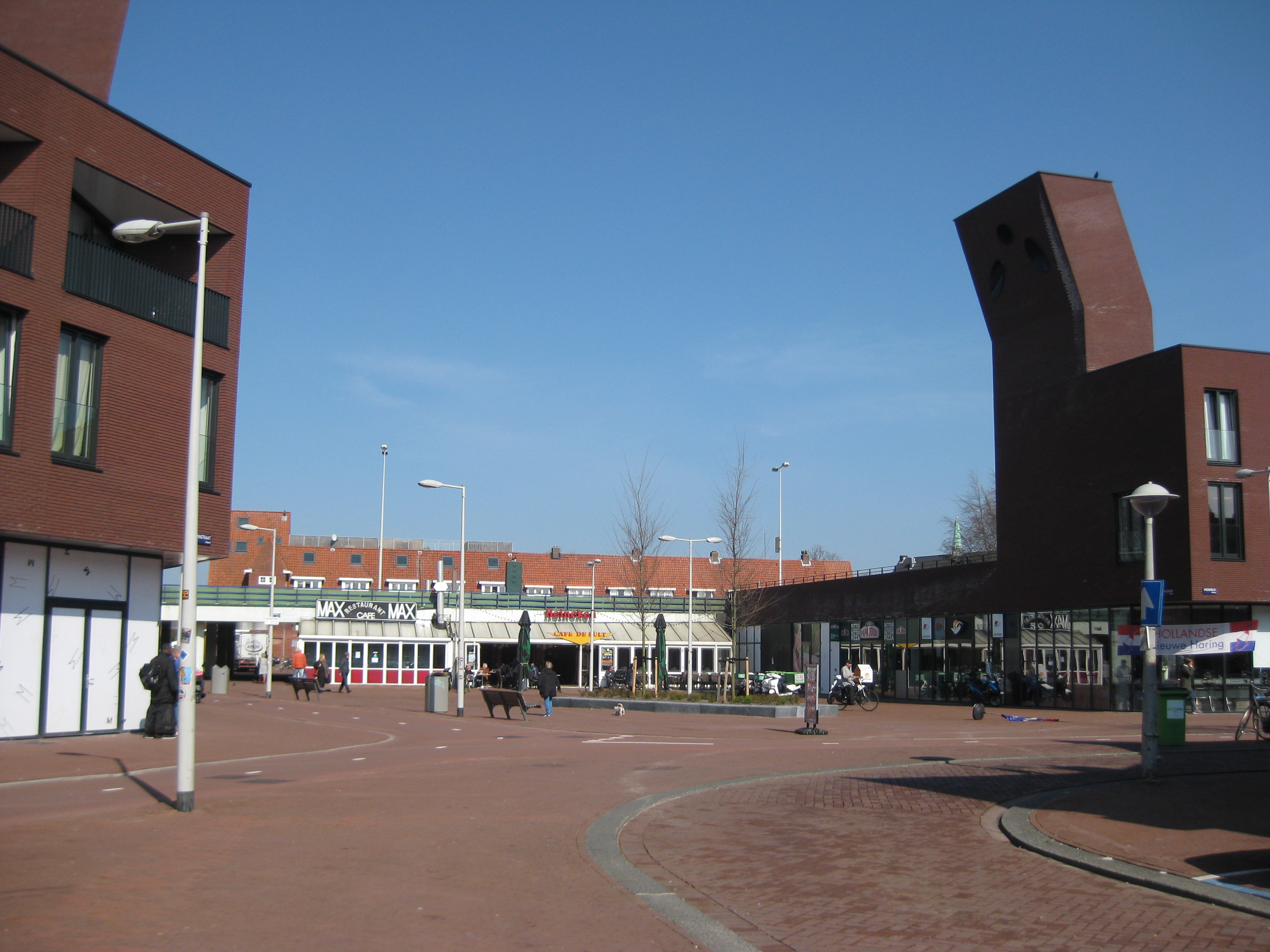
Het gerenoveerde Mosveld in 2016

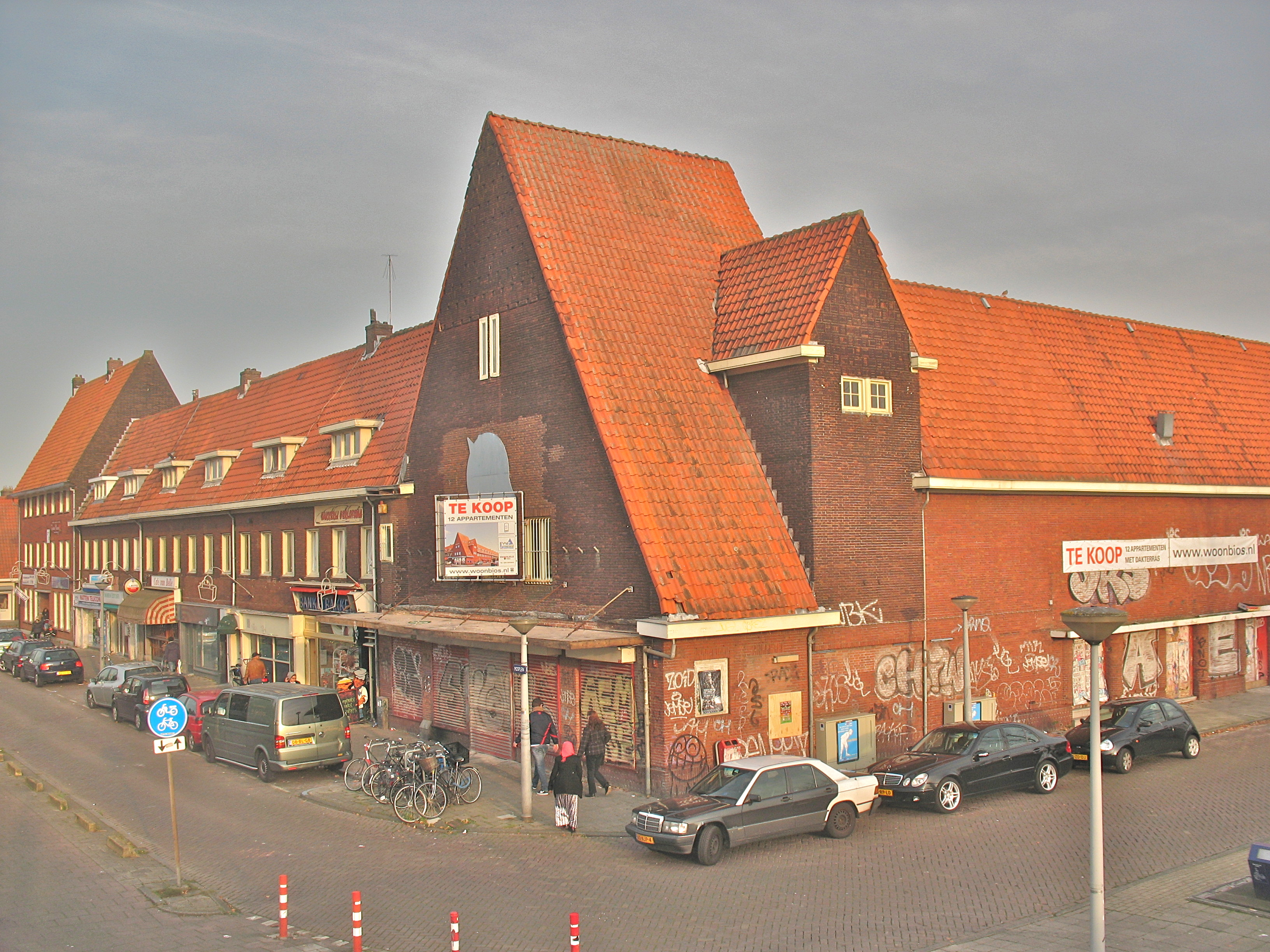
Hoek Mosplein-Mosveld in Amsterdam-Noord in 2011

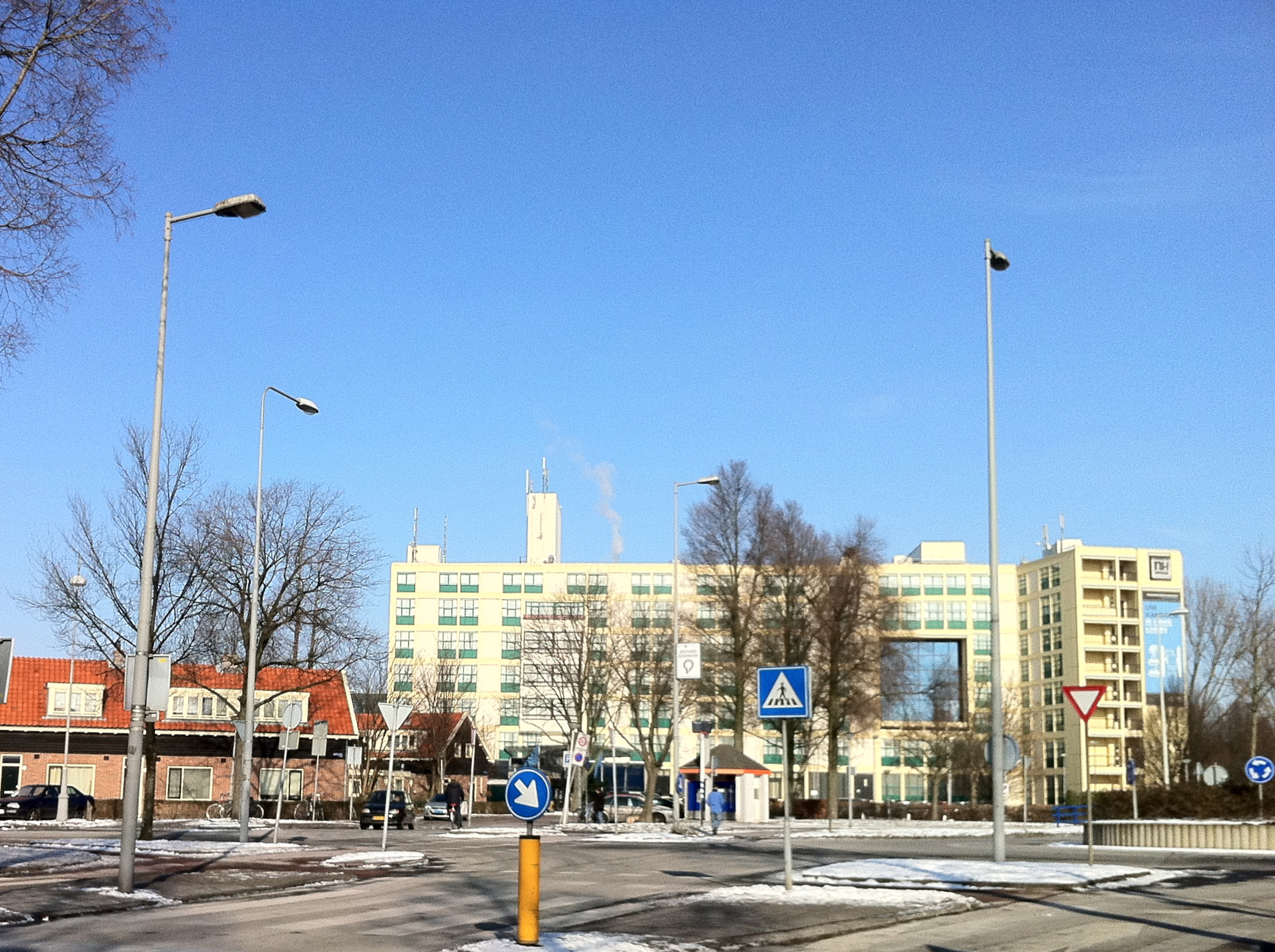
Voormalig ziekenhuis Amsterdam-Noord aan het Mosplein

Het Mosplein is een plein en winkelgebied, gelegen in de Bloemenbuurt in Amsterdam-Noord. Het plein is begin jaren 1920 aangelegd, gelijktijdig met de bouw van Disteldorp. Op het plein komen vanuit het noorden de Kamperfoelieweg en Papaverweg uit, vanuit het zuiden de Van der Pekstraat en de Hagedoornweg, vanuit het oosten de Johan van Hasseltweg en vanuit het westen de Distelweg. De hooggelegen Johan van Hasseltweg werd in 1968 in gebruik genomen als toegangsweg tot de IJ-tunnel (wordt ter plaatse De Bult genoemd) en loopt over het Mosveld. Haaks op het Mosplein ligt het Mosveld, waar tot eind 2014 een markt werd gehouden. Deze markt lag gedeeltelijk onder het viaduct van de Johan van Hasseltweg. Eind 2014 verhuisde deze markt echter naar de nabijgelegen Van der Pekstraat in verband met een reconstructie van het Mosveld.
Vroeger stond aan het plein het Ziekenhuis Amsterdam-Noord. Na de verhuizing naar de huidige locatie in Banne Buiksloot werd het ziekenhuis verbouwd tot een hotel. Bus 34, 35, 391 en 394 rijden over het plein.
De naam van het plein is in 1922 bij een raadsbesluit vastgesteld en is vernoemd naar het mos.